# ジョン・W・ローガン

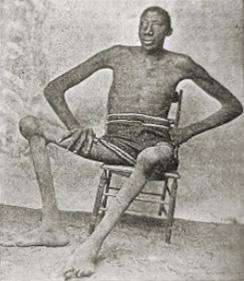
ジョン・W・ローガン

ジョン・ウィリアム・ローガン（John William "Bud" Rogan、1868年頃 - 1905年）は、アメリカ合衆国テネシー州の農民。医学的に確証がある身長8フィート（約2.44m）以上に成長した12人のうちの1人である。死亡時の身長は、8フィート9インチ（約2.67m）だった。

## 生涯
ローガンは1865年から1868年の間に、サムナー郡ヘンダーソンヴィルで誕生した。彼の成長が急に速くなったのは、13歳のときに強直の症状を起こしてからだった。1882年までは松葉杖にすがって歩くことはできたが、それ以後には、立つことも歩くこともできなくなってしまった。
1899年、ローガンの身長は8フィート6インチ（約2.59m）に達し、多くの新聞が彼のことを記事に取り上げた。ローガンは山羊に引かせた牽引車を自分で製作して外出し、その極めて深みのある声音と佇まいとで人々の注目を集めた。彼は仕事に就くことはできなかったが、駅頭で自分の肖像画や葉書を売って生計を立てた。手首から先の長さは11インチ（約27.9cm）、足の大きさは13インチ（約33cm）にまで至った。
ローガンの身長は、彼の死の間際にも伸び続けた。正確な身長は生前には計測できなかったが、死後の測定値では8フィート9インチ（約2.67m）とされた。しかし、体重はわずかに175ポンド（約79.38kg）であった。ローガンは記録に残っている中で一番背の高いアフリカ系アメリカ人とみなされ、史上でもロバート・ワドローに続いて2番目に背の高い人物とされている。
ローガンは、1905年に持病から合併症を起こしてサムナー郡ギャラティンで死去した。彼の遺体は、医学者や科学者などの調査目的での盗掘を防ぐために、家族が所有する墓地の敷地内に厚いコンクリートを被せて埋葬された。